# Amanții pasageri
Amanții pasageri (în spaniolă Los amantes pasajeros) este un film de comedie spaniol din 2013, scris și regizat de Pedro Almodóvar și avându-i în rolurile principale pe Javier Cámara⁠(d), Cecilia Roth⁠(d), Lola Dueñas⁠(d) și Raúl Arévalo⁠(d). Titlul său original în spaniolă, Los amantes pasajeros, are dubla semnificație de „iubiți călători” și „iubiți trecători”. Narațiunea are loc aproape în întregime într-un avion. Almodóvar l-a descris drept „o comedie ușoară, foarte ușoară”. Filmul a obținut recenzii mixte, dar a adus venituri globale de peste 21,2 milioane de dolari.

## Distribuție
- Javier Cámara⁠(d) — Joserra
- Antonio de la Torre⁠(d) — Alex Acero
- Raúl Arévalo⁠(d) — Ulloa
- Carlos Areces⁠(d) — Fajardo „Fajas”
- Hugo Silva — Benito Morón
- Lola Dueñas⁠(d) — Bruna
- Cecilia Roth⁠(d) — Norma Boss
- Guillermo Toledo⁠(d) — Ricardo Galán
- Miguel Ángel Silvestre⁠(d) — El Novio (mirele)
- Laya Martí — La Novia (mireasa)
- José María Yazpik⁠(d) — Infante
- José Luis Torrijo — dl Más
- Blanca Suárez⁠(d) — Ruth
- Pepa Charro — Piluca
- Agustín Almodóvar⁠(d) — controlorul de zbor din turn
- Antonio Banderas (cameo) — León
- Penélope Cruz (cameo) — Jessi
- Paz Vega⁠(d) (cameo) — Alba
- Susi Sánchez⁠(d) (cameo) — mama Albăi
- Carmen Machi⁠(d) (cameo) — portăreasa

## Lansare
Amanții pasageri a fost lansat pe 8 martie 2013 în Spania. Compania Sony Pictures Classics⁠(d) a achiziționat drepturile de distribuție pe continentul american și a lansat filmul în America de Nord pe 28 iunie 2013.